# Eriachne melicacea
Eriachne melicacea är en gräsart som beskrevs av Ferdinand von Mueller. Eriachne melicacea ingår i släktet Eriachne och familjen gräs. Inga underarter finns listade i Catalogue of Life.